# كاثلين تايلور
كاثلين تايلور (بالإنجليزية: Kathleen Taylor) هي لاعب هوكي الحقل جنوب أفريقية، ولدت في 9 نوفمبر 1984.

## وصلات خارجية
- كاثلين تايلور على موقع الاتحاد الدولي للهوكي (الإنجليزية)
- كاثلين تايلور على موقع أوليمبيديا (الإنجليزية)